# アダシ
アダシ（Adasi、在位：紀元前1700年頃?）は、古アッシリア王国時代のアッシリアの王。「無名の人の子｣と呼ばれた王達が相次いで簒奪を繰り返す状況を終わらせ、新たな王朝を開いた。

## 来歴
イシュメ・ダガン1世の治世末期頃よりアッシリアは深刻な政治混乱に陥った。アッシュール・ドゥガルからアダド・サルルまでの6人の王は「無名の人の子」として記録され、相次ぐ王位の簒奪が行われたことを示唆する。アダシ自身も7人目の「無名の人の子」であったが、彼は前王までと異なり政権を安定させ、自分の子供に王位を継承させることに成功した。
アダシは、彼以降のほとんどのアッシリア王達から王朝の始祖として見なされた。新アッシリア王国時代の王エサルハドンの建立した石碑の中で、アダシは「アッシリアを建て、アッシュール市の隷属を終わらせた」と記録され、エサルハドンはアダシの子孫であることを主張している。
同時代史料の欠落によって実際の彼の業績は明らかではない。またアッシリアの後世の伝承通り彼の王朝がその後ずっと継続していったのかは分かっていない。アッシリア王名表では彼の5代後の王で、孫にあたるバザヤが「無名の人の子」ルルラヤによって王位を奪われ、その後、彼の曾孫にあたるシュ・ニヌアが王位を取り戻したことになっている。しかし、現在それが事実であるか確認することは困難である。
死後、息子のベル・バニが王位を継いだ。